# 昭和34年台風第18号
昭和34年台風第18号（しょうわ34ねんたいふうだい18ごう、国際名：Charlotte / シャーロット）は、1959年10月に発生し、沖縄地方に大きな被害を出した台風である。シャーロット台風とも呼ばれる。

## 概要

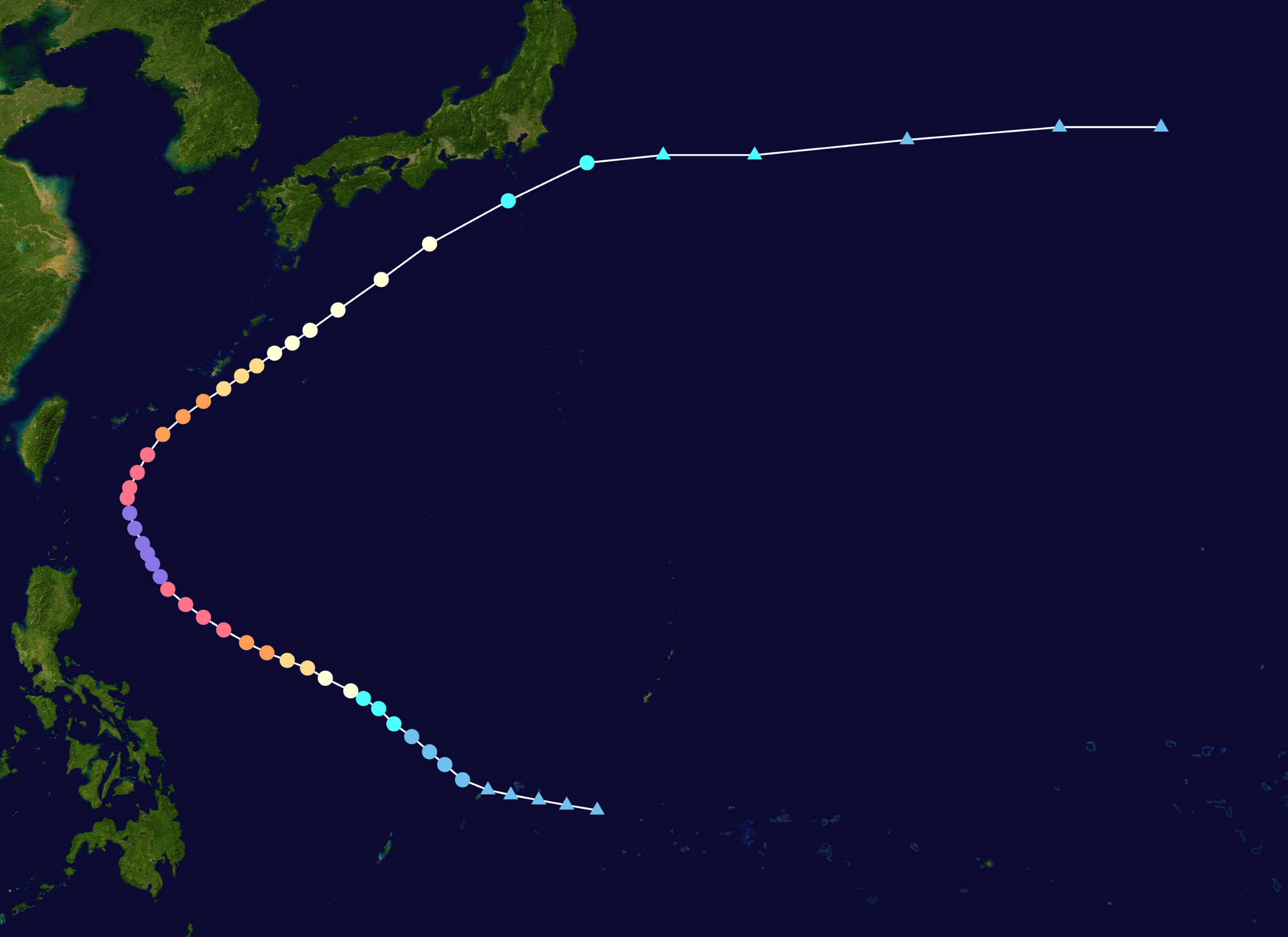
進路図

1959年10月10日にフィリピンの東方で発生した台風18号は、13日にはルソン島の東で中心気圧905 hPaにまで発達。その後北上して沖縄の南を通過した後、日本列島に沿うようにして本州の南を進み、19日に温帯低気圧に変わった。

## 影響・被害
この台風は沖縄に大きな被害をもたらした。秋雨前線を刺激して大雨を降らせ、各地で水害による山崩れが続発した。
崖崩れや土石流、地滑りなどにより死者46人、全半壊家屋1,258戸、道路損壊77箇所などの甚大な被害が生じた。これにより、根本的な治山治水事業の必要性が改めて認識され、数回にわたって調査及び技術指導が行われ、砂防堰堤の建設が始まった。
宮古島地方気象台では最低気圧984.0hPa、最大風速32.0 m/s、最大瞬間風速44.8 m/s、総降水量203 mmを記録している。
南城市旧佐敷町新里では大規模な崖崩れが発生し、同地区にあった場天御嶽は土砂崩れによって流されて埋没し、イビの森へと移設された。
一方、日本本土では10月18日に中部地方の山岳地帯に最も近づいたが、折からの寒気と相まって猛吹雪となった。このため、北穂高岳では東京大学スキー山岳部6名と東京都立西高等学校OB2名の計8名が、八ヶ岳の赤岳では赤岳沢のアムル山岳会（現・アルムクラブ）3名と真教寺尾根の気象庁職員ら2名の計5名が、山梨県側の奥秩父山塊では大弛峠から国師岳にかけて計2名が遭難死している。